# Nicky Hopkins
Nicholas Christian Hopkins, detto Nicky (Londra, 24 febbraio 1944 – Nashville, 6 settembre 1994), è stato un pianista inglese. Oltre a pubblicare diversi dischi da solista, fu il più ricercato pianista session man della musica rock negli anni sessanta e settanta, avendo collaborato con numerosi gruppi musicali di quel periodo. I gravi problemi di salute che lo afflissero per tutta la vita gli impedirono di esibirsi spesso dal vivo, costringendolo a limitare il suo grande talento quasi esclusivamente alle registrazioni in studio.

## Biografia

### Infanzia
Nato nel Middlesex in una facoltosa famiglia, dimostrò il proprio talento musicale all'età di tre anni, quando la madre gli comprò un pianoforte. A sei anni iniziò a prendere lezioni private di piano, studiando musica classica, ma presto si appassionò al rock and roll. A undici anni vinse una borsa di studio che gli permise di iscriversi alla prestigiosa Royal Academy of Music di Londra. Sin da bambino ebbe seri problemi di salute e in seguito gli sarebbe stata diagnosticata la malattia di Crohn.

### Inizio carriera
Interruppe gli studi nel 1960 per unirsi a The Savages, una rock and roll band con il batterista Carlo Little, che avrebbe suonato con i Rolling Stones, il chitarrista Bernie Watson e il bassista Rick "Fenson" Brown. Nel 1961 il cantante Dave Sutch si unì al gruppo, che prese il nome Screaming Lord Sutch and The Savages. Nel maggio 1962 Hopkins e Watson lasciarono i Savages per entrare nei Cliff Bennett and his Rebel Rousers, il primo gruppo a firmare con il manager dei Beatles Brian Epstein. In questo periodo Hopkins conobbe i musicisti di Liverpool, che in seguito lo avrebbero ingaggiato come session man. Dopo un solo mese Hopkins e Watson lasciarono Bennett ed entrarono nei Rhythm and Blues All Stars del già famoso Cyril Davies, pioniere del british blues, band della quale facevano parte anche Long John Baldry e Carlo Little. Tennero concerti ogni settimana al Marquee Club e alcune volte i Rolling Stones furono il loro gruppo spalla. Nel luglio 1963 le All Stars si sciolsero per i problemi di salute di Davies. Quell'anno Nicky incise i suoi primi 45 giri con il gruppo di Davies.

### Session man
La sua prima registrazione come session man fu nel 1963 per il singolo One Way Ticket/I'm Gonna Love del gruppo Casey Jones & The Engineers, di cui faceva parte anche Eric Clapton. Fu quindi ricoverato in ospedale dove gli fu diagnosticata la malattia di Crohn, con gravi complicanze che posero a rischio la sua vita e lo costrinsero a una degenza di diciotto mesi. Fu in tale periodo che morì Cyril Davies, e quando Hopkins riprese la carriera nei primi mesi del 1965 era ormai famoso e fu subito invitato a suonare nei primi singoli e nell'album di esordio My Generation degli Who, con i quali avrebbe inciso in seguito anche Who's Next e The Who by Numbers. Nel 1965 collaborò anche con Peter and Gordon e in due album dei Kinks, con i quali suonò in diverse occasioni. Fu anche membro per un breve periodo di The Lancasters e The Outlaws, dove suonò con Ritchie Blackmore. Il 1966 vide le sue prime pubblicazioni, il singolo Mr. Big e il primo album The Revolutionary Piano of Nicky Hopkins.
Verso fine anno prese parte alle incisioni per la colonna sonora di Brian Jones del film Vivi ma non uccidere, con una formazione di cui facevano parte Jimmy Page e lo stesso Jones. Questi fu impressionato dal suo talento ed ebbe subito inizio la lunga collaborazione di Hopkins con i Rolling Stones, partecipando al singolo Something Happened to Me Yesterday e realizzando la sovraincisione al piano per l'album Between the Buttons. Altri album del gruppo londinese in cui suonò sono Their Satanic Majesties Request (1967), Beggars Banquet (1968), Let It Bleed (1969), Sticky Fingers (1971), Exile on Main St. (1972), Goats Head Soup (1973) e It's Only Rock 'n' Roll (1974). Le canzoni degli Stones in cui il suo contributo è maggiormente celebrato sono Angie, She's a Rainbow, Gimme Shelter e Tumbling Dice.
Hopkins collaborò con i Rolling Stones alternandosi assai spesso con quello che avrebbe dovuto essere il pianista "titolare" degli Stones, Ian "Stu" Stewart ed è Hopkins ad essere ricordato come "la sesta pietra". Durante le pause di registrazione per l'album Let It Bleed degli Stones, ebbe modo di incidere anche il disco Jamming with Edward! improvvisando con Ry Cooder, Mick Jagger, Charlie Watts e Bill Wyman. Registrato nel 1969, l'album fu pubblicato nel 1972.
Nell'aprile del 1967 prese parte alle registrazioni dell'ultimo album degli Yardbirds Little Games. Il mese dopo suonò nella registrazione del brano degli Stones Sing This All Together (See What Happens), a cui parteciparono anche John Lennon e Paul McCartney, che invitarono Hopkins per l'incisione del singolo dei Beatles Revolution del 1968. Altri musicisti con cui suonò in questo periodo furono Rod Stewart, Keith Richards, Keith Emerson, Georgie Fame, Jeff Beck Group, Bill Wyman, John McLaughlin, Andy White e Marc Bolan. Nel brano di quest'ultimo, Jasper C. Debussy, oltre a Hopkins parteciparono David Bowie e Jimmy Page. Nel 1968 suonò per il disco The Cheerful Insanity of Giles, Giles & Fripp con Robert Fripp, che poco dopo avrebbe fondato i King Crimson. Quello stesso anno fu attribuito a Hopkins e ad altri musicisti, tra cui Jimmy Page, John Paul Jones e Albert Lee, l'album No Introduction. In quel periodo ricevette l'invito a diventare membro dei Led Zeppelin, ma preferì rinunciare per gli impegni presi con Jeff Beck.

### Esperienza negli Stati Uniti
Avendo suonato nelle principali band della British Invasion, Hopkins si era fatto conoscere anche negli Stati Uniti. Ebbe modo di apprezzare il Paese e la sua scena musicale durante le frequenti tournée americane che fece con il Jeff Beck Group, del quale divenne un membro. Durante la prima, avvenuta nel 1968, Jimi Hendrix suonò con il gruppo durante diversi concerti, rimanendo impressionato da Hopkins. Nella seconda ebbe modo di suonare con Frank Zappa e di registrare due album con la Steve Miller Band. In questo periodo, il gruppo suonò per l'album Barabajagal di Donovan. Nel corso della nuova tournée americana, nel 1969 Hopkins lasciò la band e si stabilì a Mill Valley, nei dintorni di San Francisco, dove era entrato in contatto con altre band della West Coast, come i Jefferson Airplane e i Quicksilver Messenger Service. Sommerso dagli impegni, gli Stones dovettero volare a Los Angeles per finire con lui le registrazioni di Let it Bleed. Al ritorno a San Francisco partecipò alle incisioni di Volunteers dei Jefferson, suonando con la band al Festival di Woodstock nell'agosto 1969.

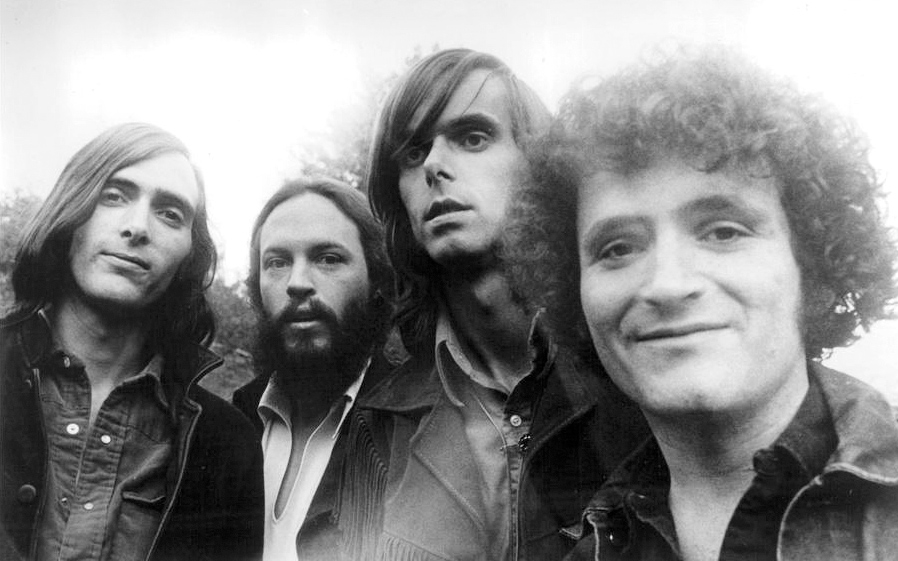
Con i Quicksilver Messenger Service (1970), secondo da destra

Diventò quindi membro dei Quicksilver in occasione di Shady Grove, il secondo album della band, nel quale eseguì un notevole assolo di piano nel brano Edward, the Mad Shirt Grinder. Sarebbe rimasto con la band per quattro album, compreso quello della riunione nel 1975. Nel periodo iniziale a Mill Valley, sposò in prime nozze Linda. Nel 1972 prese parte alla famosa tournée americana degli Stones. Il successo procuratogli dalla pubblicazione di Jamming with Edwards gli valse un contratto con la Columbia e così il pianista poté realizzare nel 1973 il suo secondo album, The Tin Man Was a Dreamer, che malgrado un cast di grandi musicisti comprendente George Harrison, dimostrò lo scarso richiamo di Hopkins nelle vesti di frontman. Il successivo No More Changes del 1975 non ebbe maggior fortuna e fu il suo ultimo album solista. Dopo un breve periodo in Inghilterra tornò negli Stati Uniti, dove rimase diversi anni.
Dopo lo scioglimento dei Beatles, Hopkins ebbe modo negli anni settanta di lavorare in album di tutti e quattro i membri del gruppo: Imagine e Walls and Bridges di Lennon, Living in the Material World di Harrison, Ringo di Ringo Starr e Flowers in the Dirt di McCartney. Verso la fine degli anni settanta aggravò la propria salute esagerando nel consumo di droghe e alcolici; i concerti che fece con Jerry Garcia e Joe Cocker furono spesso rovinati da comportamenti deprecabili. Già debilitato dalla malattia cronica, fu quindi costretto a seguire un programma di disintossicazione. Il talento e la professionalità gli permisero di continuare a lavorare con molti musicisti, compresi Rod Stewart, Graham Parker, Meat Loaf, Julio Iglesias e molti gruppi emergenti.
Dopo aver divorziato nel 1986 dalla prima moglie, conobbe e sposò Moira Buchanan, con la quale visse felice gli ultimi anni di vita. Ritornò in patria e collaborò nei lavori di Art Garfunkel, Jack Bruce, Gary Moore e degli Sky, ma l'ambiente musicale non lo soddisfece. Si trasferì a Los Angeles, dove molto del suo lavoro fu concentrato su musiche per film e televisione, ottenendo grande successo in Giappone con le colonne sonore.

## Morte e tributi
Un nuovo aggravamento della salute lo costrinse nel 1993 a un nuovo ricovero ospedaliero e all'inizio del 1994 andò a vivere a Nashville, in Tennessee. Continuò a lavorare fino alla morte, che avvenne nel 1994 quando aveva cinquant'anni per complicazioni legate alla sua vecchia malattia e alla sua fragilità.
Con le sue collaborazioni in centinaia di dischi, pochi hanno suonato in così tanti lavori di alto livello come fece Hopkins. Fu molto richiesto dai migliori musicisti per la velocità e precisione con cui sapeva eseguire qualsiasi tipo di musica gli fosse richiesto. Era inoltre gradito ai colleghi non solo per la sua abilità, ma anche per la sua professionalità e allegria. Bill Wyman dei Rolling Stones l'ha definito il più grande pianista del rock and roll, i Kinks gli hanno dedicato il brano Session Man nell'album Face to Face del 1966, il critico statunitense Dave Marsh l'ha considerato il più importante session man di tutti i tempi. Nils Lofgren ha affermato che "Nicky scrisse il libro sul pianoforte nel rock and roll".
La biografia di Julian Dawson And on Piano - Nicky Hopkins: The Extraordinary Life of Rock's Greatest Session Man a lui dedicata è stata pubblicata nel 2011.

## Discografia

### Solista
- 1966 - The Revolutionary Piano Of Nicky Hopkins - CBS
- 1968 - No Introduction (insieme a Jimmy Page, John Paul Jones, Albert Lee, Chris Hughes, Keith David De Groot, Clem Cattini, Jim Sullivan) - Spark
- 1972 - Jamming with Edward! (insieme a Ry Cooder, Mick Jagger, Charlie Watts e Bill Wyman) - Rolling Stones Records
- 1973 - The Tin Man Was a Dreamer - CBS
- 1975 - No More Changes - Mercury
- 1970 - Smoke and Fire (insieme a Jimmy Page, Jeff Beck, John Bonham, Noel Redding) - Thunderbolt (in altre edizioni questo disco viene attribuito a Lord Sutch and Heavy Friends e con lo stesso titolo Lord Sutch and Heavy Friends)

### Partecipazioni
Di seguito una lista parziale delle sue partecipazioni in album di altri musicisti:

#### Con gli Who
- 1965 - My Generation
- 1971 - Who's Next
- 1975 - The Who by Numbers

#### Con i Rolling Stones
- 1967 - Their Satanic Majesties Request
- 1968 - Beggars Banquet
- 1969 - Let It Bleed
- 1971 - Sticky Fingers
- 1972 - Exile on Main St.
- 1973 - Goats Head Soup
- 1974 - It's Only Rock 'n' Roll
- 1980 - Emotional Rescue

#### Con i Beatles
- 1968 - Revolution

Lato B del singolo Hey Jude

#### Con i Jefferson Airplane
Studio album:
- 1969 - Volunteers

Hopkins suona il piano in We Can Be Togheter, Hey Fredrick, Wooden Ships, A Song for All Seasons e Volunteers.
Live album:
- 2009 - The Woodstock Experience

Raccolta di vari artisti e gruppi musicali, registrato al Festival di Woodstock il 17 agosto 1969.

#### Con John Lennon
Studio album:
- 1971 - Imagine

Hopkins suona in Jealous Guy, How Do You Sleep?, Oh My Love e Oh Yoko!.
- 1974 - Walls and Bridges

Singoli:
- 1971 - Happy Xmas (War Is Over)

Lato-A del singolo Happy Xmas (War Is Over)/Listen the Snow Is Falling

#### Con Paul McCartney
Studio album:
- 1989 - Flowers in the Dirt

#### Con George Harrison
Studio album:
- 1973 - Living in the Material World

Singoli:
- 1973 - Give Me Love (Give Me Peace on Earth)

#### Con i Quicksilver Messenger Service
- 1969 - Shady Grove
- 1970 - Just for Love
- 1970 - What About Me
- 1975 - Solid Silver

#### Con David Bowie
Singoli:
- 1965 - You've Got a Habit of Leaving